# Сьо Екі
Сьо Екі (яп. 尚 益; 7 грудня 1678 — 16 серпня 1712) — 18-й ван Рюкю в 1709—1712 роках.

## Життєпис
Походив з Другої династії Сьо. Син спадкоємця трону Сьо Джуна. Народився 1678 року, маючи тілесний дефект — розщеплення піднебіння. Лише 1689 року рюкюський перекладач Ґі Сітецу (Такаміне Токумей), що навчався в китайського лікаря, зміг виправити цей дефект. Згодом носив вуса, щоб приховати шрами між операції. 1706 року після смерті батька оголошений спадкоємцем трону.
1710 року після смерті діда Сьо Теі успадкував владу. Загалом продовжив політику свого діда. Відправив традиційні церемоніальні посольство до Пекіна і Едо, де був затверджений в своєму статусі. 1712 року раптово помер. Йому спадкував син Сьо Кеі.